# 선병렬
선병렬(宣炳烈, 1958년 4월 3일~)은 대한민국의 정치인이다. 제17대 국회의원을 지냈다.

## 학력
- 대전천동국민학고 졸업
- 대전동중학교 졸업
- 서대전고등학교 졸업
- 충남대학교 문리과대학 사회학 학사
- 고려대학교 정책과학대학원 정책학 석사

## 경력
- 충남대학원자유화 추진위원회 위원장
- 대전,충청지역 민주화운동 동지회장
- 충남 민주청년연합 중앙위원
- 경기서적 대표
- 대전환경운동연합 상임집행위원
- 통일시대 민주주의 국민회의 상임이사
- 6.27지방선거 민주당선거대책본부부위원장,대변인
- 새정치국민회의 창당발기인
- 80년 대전,충청지역 민주화운동 동지회 회장
- 새정치국민회의 청년특별위원회 부위원장
- 사단법인 국민정치연구회 상임이사
- 5.18민주화운동 유공자
- 새천년민주당 노무현 대통령후보 조직보좌역
- 사단법인 민족화합운동연합 공동의장
- 대전미래발전연구소 소장
- 대통령정책실 신행정수도기획단 자문위원
- 열린우리당 대전지부창당준비위원회 공동위원장
- 제17대 국회 산업자원위원회, 윤리특별위원회, 운영위원회, 법제사법위원회, 정보위원회 위원
- 열린우리당 원내부대표, 사무부총장
- 대통합민주신당 원내부대표
- 통합민주당 교육연수위원 원장

## 가족
- 배우자: 김영림
- 자녀: 2남

## 역대 선거 결과
|  | 10.84% |

|  | 43.71% |

|  | 24.99% |

|  | 17.10% |

## 소속 정당
| 소속 정당 | 소속 정당      | 소속 기간 | 비고      |
| --------- | -------------- | --------- | --------- |
|           | 민주당         | 1995      | 정계 입문 |
|           | 무소속         | 1995      | 탈당      |
|           | 새정치국민회의 | 1995~2000 | 창당      |
|           | 새천년민주당   | 2000~2003 | 합당      |
|           | 무소속         | 2003      | 탈당      |
|           | 열린우리당     | 2003~2007 | 창당      |
|           | 대통합민주신당 | 2007~2008 | 합당      |
|           | 통합민주당     | 2008      | 합당      |
|           | 민주당         | 2008~2011 | 당명 변경 |
|           | 민주통합당     | 2011~2013 | 합당      |
|           | 민주당         | 2013~2014 | 당명 변경 |
|           | 새정치민주연합 | 2014~2015 | 합당      |
|           | 더불어민주당   | 2015~2016 | 당명 변경 |
|           | 무소속         | 2016      | 탈당      |
|           | 국민의당       | 2016~2018 | 창당      |
|           | 무소속         | 2018~2021 | 탈당      |
|           | 더불어민주당   | 2021~현재 | 복당      |

## 같이 보기
- 대전 동구의 국회의원
- 동구 (대전 선거구)